# Husnicioara
Husnicioara è un comune della Romania di 1467 abitanti, ubicato nel distretto di Mehedinți, nella regione storica dell'Oltenia. 
Il comune è formato dall'unione di 11 villaggi: Alunișul, Bădițești, Borogea, Celnata, Dumbrăvița, Husnicioara, Marmanu, Oprănești, Peri, Priboiești, Selișteni.